# 土岐麻子
土岐 麻子（とき あさこ、1976年3月22日 - ）は、日本の歌手。父はジャズサックス奏者の土岐英史。
東京都出身。鷗友学園女子中学校・高等学校、早稲田大学第一文学部卒業。

## 来歴・概要
1997年、バンド「Cymbals」のリードシンガーとしてデビュー。2004年1月にCymbalsは解散し、2004年2月、サックス奏者である父・土岐英史との共同プロデュースアルバム『STANDARDS〜土岐麻子ジャズを歌う〜』でソロデビュー。2005年9月7日、オリジナルアルバム『Debut』リリース。
多数のCMソングやCMナレーションを担当している。これまで担当した主なCMとして、NTTコミュニケーションズ、資生堂、カゴメ、キリンビール、東京ディズニーリゾート、日本コカ・コーラ、P&G、日本マクドナルド、山崎製パン、日産自動車、本田技研工業、ユニクロなどがある。韓国でも、LG電子など大手企業のCMソングにも採用された。
その他、コナミデジタルエンタテインメントの音楽ゲーム「GuitarFreaksV」と「DrumManiaV」に楽曲「Little Prayer」を提供し、作詞と歌唱を担当した。
2016年1月12日にレコーディングエンジニアの男性と結婚した。

## ディスコグラフィー

### シングル
|              | 発売日         | タイトル                  |
| インディーズ |                |                           |
| 1st          | 2004年8月4日   | Love's Theme              |
| 2nd          | 2005年11月2日  | 世界はいつも何処かが朝    |
| メジャー     |                |                           |
| 1st          | 2008年10月15日 | How Beautiful             |
| 2nd          | 2011年1月19日  | Gift 〜あなたはマドンナ〜 |
|              | 2011年7月27日  | Mr. Summertime            |
|              | 2012年7月25日  | シーズン・イン・ザ・サン  |
|              | 2012年9月26日  | Hello, my friend          |

### アルバム
|              | 発売日         | タイトル                                                 |
| インディーズ |                |                                                          |
| 1st          | 2004年2月25日  | STANDARDS〜土岐麻子ジャズを歌う〜                        |
| 2nd          | 2004年11月10日 | STANDARDS on the sofa〜土岐麻子ジャズを歌う〜            |
| 3rd          | 2005年9月7日   | Debut                                                    |
| 4th          | 2005年11月9日  | STANDARDS gift〜土岐麻子ジャズを歌う〜                   |
| ライブ       | 2005年11月25日 | LIVE AT VILLAGE VANGUARD                                 |
| 5th          | 2006年12月6日  | WEEKEND SHUFFLE                                          |
| リミックス   | 2007年11月21日 | TOKI ASAKO REMIXIES WEEKENDSHUFFLE                       |
| セレクト     | 2009年4月14日  | middle & mellow of ASAKO TOKI                            |
| リミックス   | 2012年3月13日  | Couleur Cafe Meets TOKI ASAKO STANDARDS                  |
| メジャー     |                |                                                          |
| 1st          | 2007年11月21日 | TALKIN'                                                  |
| 2nd          | 2008年6月25日  | Summerin'                                                |
| 3rd          | 2009年1月14日  | TOUCH                                                    |
| ベスト       | 2009年8月26日  | VOICE 〜WORKS BEST〜                                     |
| 4th          | 2010年5月26日  | 乱反射ガール                                             |
| ベスト       | 2011年2月2日   | TOKI ASAKO "LIGHT!" 〜CM & COVER SONGS〜                 |
| ミニ         | 2011年11月23日 | sings the stories of 6 girls                             |
| ベスト       | 2011年12月14日 | BEST! 2004-2011                                          |
| カバー       | 2012年10月10日 | CASSETTEFUL DAYS 〜Japanese Pops Covers〜                |
| 5th          | 2013年6月12日  | HEARTBREAKIN'                                            |
| 6th          | 2014年11月19日 | STANDARDS in a sentimental mood 〜土岐麻子ジャズを歌う〜 |
| 7th          | 2015年7月29日  | Bittersweet                                              |
| 8th          | 2017年1月28日  | PINK                                                     |
| ベスト       | 2017年7月26日  | HIGHLIGHT - The Very Best of Toki Asako -                |
| 9th          | 2018年5月30日  | SAFARI                                                   |
| 10th         | 2019年10月2日  | PASSION BLUE                                             |
| 11th         | 2021年11月24日 | Twilight                                                 |
| ベスト       | 2024年4月24日  | Peppermint Time 〜20th Anniversary Best〜                |
| 12th         | 2024年12月18日 | Lonely Ghost                                             |

### 参加作品
| 発売日         | 曲名                                                              | 収録された作品                                                                             |                  |
| 2001年4月11日  | KICK OUT ROCK                                                     | NINA ROCKS「世界が私を待ってるの」                                                         | 作詞             |
| 2002年4月27日  | Moter city popp                                                   | Mansfield『Mansfield Popp』                                                                | ゲスト           |
| 2002年4月27日  | Love so fine                                                      | Mansfield『Mansfield Popp』                                                                | ゲスト           |
| 2003年7月23日  | EASYLOVE                                                          | NONA REEVES『SWEET REACTION』                                                              | ゲスト           |
| 2003年8月20日  | Joker Man／Jazztronik×Asako Toki from“Cymbals”                    | Various Artists『buffet style』                                                            | ゲスト           |
| 2003年8月20日  | Love Bateau／Keigo Tanaka a.k.a. ROCKBOY×Asako Toki from“Cymbals” | Various Artists『buffet style』                                                            | ゲスト           |
| 2004年5月26日  | 100 MAGIC WORDS                                                   | 杏さゆり「100 MAGIC WORDS」                                                                | 作詞             |
| 2005年4月27日  | Half the man                                                      | SOUL MISSION『Natural Modernity』                                                          | ゲスト           |
| 2005年6月1日   | シュレッダーとストレンジャー                                      | シュノーケル『ソラカラフル』                                                               | コーラス         |
| 2005年7月6日   | Little Prayer                                                     | Original Soundtrack『GuitarFreaksV & DrumManiaV Soundtracks』                              |                  |
| 2006年2月22日  | 透明ガール                                                        | NONA REEVES『3×3』                                                                         | コーラス         |
| 2006年4月26日  |                                                                   | 江利チエミ『KING RE-JAZZ SWING CHIEMI SINGS』                                              | コンパイル、選曲 |
| 2006年8月2日   | SEASIDE STORY feat. 土岐麻子                                      | ロケットマン『愛と海と音楽と』                                                             | ゲスト           |
| 2006年10月20日 | Always there／KHANO & 土岐麻子                                    | Various Artists『1976-2006〜BEAMS 30th ANNIVERSARY〜』                                     | ゲスト           |
| 2006年10月25日 | Your Voice（sings with 土岐麻子）                                 | 中塚武『GIRLS & BOYS』                                                                     | ゲスト           |
| 2006年10月25日 | あたらしいみち feat. 土岐麻子                                     | 宮川弾アンサンブル『pied-piper』                                                           | ゲスト           |
| 2006年10月25日 | やさしい答え feat. 土岐麻子                                       | 溝口肇『OPERA?』                                                                           | ゲスト           |
| 2006年12月2日  | 1979                                                              | Various Artists『Cappuccino』                                                              | ゲスト           |
| 2006年12月6日  | You've Got A Friend-Overture                                      | Various Artists『Aloha Chill -Winter, Spring, Summer or Fall-』                            | ゲスト           |
| 2006年12月6日  | Time Of The Season                                                | Various Artists『Aloha Chill -Winter, Spring, Summer or Fall-』                            | ゲスト           |
| 2006年12月6日  | You've Got A Friend                                               | Various Artists『Aloha Chill -Winter, Spring, Summer or Fall-』                            | ゲスト           |
| 2006年12月20日 | THE FIRST CUT IS THE DEEPEST                                      | Various Artists『Tribute to Sheryl Crow』                                                  | ゲスト           |
| 2007年1月24日  | 男の子女の子                                                      | サリー・ソウル・シチュー『宇宙でランデヴー』                                               | ゲスト           |
| 2007年3月21日  | 8.6／toe + 土岐麻子                                               | Various Artists『HUSKING BEE』                                                             | ゲスト           |
| 2007年6月20日  | Moon River／土岐麻子 & 田村玄一                                   | Various Artists『STEEL PAN Plays CINEMA』                                                  | ゲスト           |
| 2007年9月26日  | アイスクリームの唄                                                | Various Artists『Lingkaran for Baby』                                                      | ゲスト           |
| 2007年10月3日  | なんたらメンタル                                                  | シュノーケル『EQ』                                                                         | コーラス         |
| 2007年10月10日 | PHOTOGRAPH                                                        | Various Artists『ジョビニアーナ〜愛と微笑みと花』                                          | ゲスト           |
| 2007年11月21日 | Imagine／YO-KING + 土岐麻子                                       | Various Artists『Apple of our eye りんごの子守唄（白盤）』                                 | ゲスト           |
| 2007年11月21日 | My Love／土岐麻子 + おおはた雄一                                  | Various Artists『Apple of our eye りんごの子守唄（白盤）』                                 | ゲスト           |
| 2007年11月21日 | Happy Xmas（War Is Over）                                         | Various Artists『Apple of our eye りんごの子守唄（白盤）』                                 | ゲスト           |
| 2008年3月19日  | TIME AFTER TIME／LOW IQ 01 feat. 土岐麻子                         | Various Artists『JeNnY SPECIAL COLLECTION〜NEW STYLE OF '80s HITS』                        | ゲスト           |
| 2008年4月11日  | Come Together                                                     | Various Artists『cappuccino due』                                                          | ゲスト           |
| 2008年4月16日  | 鏡の国の私                                                        | Itsco『Its』                                                                               | 作詞             |
| 2008年5月21日  | Could It Be I'm Falling In Love                                   | Various Artists『ISLAND MOON〜GROOVE LOVE〜』                                              | ゲスト           |
| 2008年5月21日  | Close To You                                                      | Various Artists『ISLAND MOON〜GROOVE LOVE〜』                                              | ゲスト           |
| 2008年7月23日  | The Goonies 'R' Good Enough                                       | Various Artists『We Love Cyndi -Tribute to Cyndi Lauper-』                                 | ゲスト           |
| 2008年9月3日   | さよならリグレット                                                | くるり「さよならリグレット」                                                               | コーラス         |
| 2008年11月18日 | はじめまして、私。                                                | 南波志帆『はじめまして、私。』                                                             | 作詞             |
| 2008年11月19日 | The Way You Look Tonight                                          | TAKU & GORO『Radio Indigo』                                                                | ゲスト           |
| 2008年11月19日 | エイリアンズ／Gen Tamura feat. Asako Toki                         | Various Artists『LOVERS COVERS SWEET』                                                     | ゲスト           |
| 2008年11月19日 | M.C. Sakuの今夜はラップでパーティー                               | 真心ブラザーズ『俺たちは真心だ!』                                                          | ゲスト           |
| 2008年11月19日 | 傷だらけの真心                                                    | 真心ブラザーズ『俺たちは真心だ!』                                                          | ゲスト           |
| 2008年12月10日 | キャベツUFO                                                       | Various Artists『家族時間〜NHKみんなのうたカバー集〜』                                     | ゲスト           |
| 2009年3月4日   | 1989                                                              | NONA REEVES『GO』                                                                          | コーラス         |
| 2009年3月10日  | Magic Moments                                                     | Various Artists『雪と花の子守唄』                                                          | ゲスト           |
| 2009年5月13日  | となりのトトロ／中塚武 with 土岐麻子                              | Various Artists「ジブリ meets Bossa Nova」                                                 | ゲスト           |
| 2009年9月9日   | Universe Song                                                     | Various Artists『"COVERS" FreeTEMPO COVERED ALBUM』                                        | ゲスト           |
| 2009年9月15日  | セプテンバー                                                      | 南波志帆『君に届くかな、私。』                                                             | 作詞             |
| 2009年9月23日  | Human Nature                                                      | Various Artists『I Want You Back〜Dedicate to The King of Pop』                            | ゲスト           |
| 2009年12月9日  | グッドバイ FT. Toki Asako（Album version）                        | toe『For Long Tomorrow』                                                                   | ゲスト           |
| 2010年1月24日  | Room 305／dorlis × 土岐麻子                                       | dorlis『swingin' street 4』                                                                | ゲスト           |
| 2010年9月23日  | ごめんね、私。                                                    | 南波志帆『ごめんね、私。』                                                                 | 作詞             |
| 2010年9月23日  | Bless You, Girls!                                                 | 南波志帆『ごめんね、私。』                                                                 | 作詞             |
| 2010年11月3日  | Summer Butterflies                                                | 和紗『きみと出会った その日から』                                                          | 作詞・コーラス   |
| 2010年12月8日  | Crystal Girl feat. 土岐麻子                                       | cro-magnon『tiny joints』                                                                  | 作詞・ゲスト     |
| 2011年2月9日   | Sunday                                                            | TOKYO No.1 SOUL SET『全て光』                                                              | ゲスト           |
| 2011年3月10日  | Blue On Blue                                                      | Various Artists『アマールカの子守唄』                                                      | ゲスト           |
| 2011年3月10日  | What’s New Pussycat                                               | Various Artists『アマールカの子守唄』                                                      | ゲスト           |
| 2011年7月20日  | たぶん、青春。                                                    | 南波志帆『水色ジェネレーション』                                                           | 作詞             |
| 2011年7月20日  | 2センチのテレビ塔                                                 | 南波志帆『水色ジェネレーション』                                                           | 作詞             |
| 2011年7月27日  | What's New PussyCat?                                              | Various Artists『アマールカブック〜ララバイ編〜』                                          | ゲスト           |
| 2011年8月3日   | blue blue blue feat. 土岐麻子                                     | TRIADIC『TRIADIC』                                                                         | ゲスト           |
| 2011年11月30日 | Moody's Mood                                                      | JUJU『DELICIOUS』                                                                          | ゲスト           |
| 2011年12月21日 | 2011の空と音楽（feat. 土岐麻子）                                  | Original Soundtrack『かたもりだましい』                                                    | ゲスト           |
| 2012年2月15日  | Little Prayer                                                     | wac『音楽』                                                                                | 作詞・ゲスト     |
| 2012年3月14日  | Sir Duke                                                          | Various Artists『Honey Sunday』                                                            | ゲスト           |
| 2012年4月11日  | 深海のリトルクライ feat. 土岐麻子                                 | sasakure.UK『幻実アイソーポス』                                                            | ゲスト           |
| 2012年5月30日  | Over The Rainbow                                                  | Various Artists『TOKYO CAFE FREAK -Jazz Flavor-』                                          | ゲスト           |
| 2012年7月11日  | sweet na mecco 〜なめ子の小さな恋物語〜                           | Various Artists『なめこのCD』                                                              | ゲスト           |
| 2012年7月25日  | Queen of Quiet feat. 土岐麻子                                     | cro-magnon×Hyoge Mono『乙』                                                                | 作詞・ゲスト     |
| 2012年8月1日   | つながる未来 〜ボーカル・バージョン〜                             | Original Soundtrack『劇場版 東京スカイツリー 世界一のひみつ -オリジナルサウンドトラック-』 | ゲスト           |
| 2012年10月3日  | Slow Motion feat. 土岐麻子                                        | quasimode『Soul Cookin'』                                                                  | 作詞・ゲスト     |
| 2012年12月12日 | 鷹の島 〜何不自由ない〜／i-dep feat.土岐麻子                      | 鷹の爪団×i-dep『鷹の歌集』                                                                 | ゲスト           |
| 2013年6月19日  | イパネマの娘                                                      | Various Artists『ゲッツ/ジルベルト+50』                                                    | ゲスト           |
| 2014年2月28日  | 黒ネコのタンゴ                                                    | Various Artists『きっずじゃずCD』                                                          | ゲスト           |
| 2014年5月21日  | あの娘にアタック                                                  | Various Artists『We Love Piano Man：Tribute To BILLY JOEL』                                | ゲスト           |
| 2014年7月23日  | まど                                                              | told『Early Morning』                                                                      | コーラス         |
| 2014年10月22日 | baby's star jam                                                   | Schroeder-Headz『LIVE -Synesthesia-』                                                      | ゲスト           |
| 2015年1月7日   | 恋のバカンス ［Love Vacances］                                    | Various Artists『Women's Liberation』                                                      | ゲスト           |
| 2015年1月7日   | 四つのお願い ［Four Wishes］                                      | Various Artists『Women's Liberation』                                                      | ゲスト           |
| 2015年9月30日  | Endless Summer Rain                                               | 杏子『Flamingo Rose』                                                                      | 作詞             |
| 2016年3月29日  | 矛盾、はじめました。                                              | Negicco「矛盾、はじめました。」                                                            | 作詞             |
| 2019年1月16日  | LADY, LADY, LADY                                                  | 20th Century「Super Powers/Right Now」                                                     | 作詞             |
| 2021年3月17日  | ひとくちいかが?                                                   | 坂本真綾『Duets』                                                                          | ゲスト           |
| 2021年6月2日   | MAGIC CARPET RIDE                                                 | V6「僕らは まだ/MAGIC CARPET RIDE」                                                        | 作詞             |
| 2021年6月30日  | Cheers!                                                           | 豊崎愛生『caravan!』                                                                       | 作詞             |
| 2024年7月10日  | ふたりのBGM feat. 土岐麻子                                        | GOOD BYE APRIL「ふたりのBGM feat. 土岐麻子」                                               | ゲスト・ボーカル |
| 2025年5月28日  | 鱗粉（Butterfly Scales）feat. 土岐麻子                            | はらかなこ「鱗粉（Butterfly Scales）feat. 土岐麻子」                                       | ゲスト・ボーカル |

### タイアップ
| 曲名                            | タイアップ                                                                                 |
| PLAY OUR LOVE'S THEME           | NTTコミュニケーションズ「CoDen」CMソング                                                   |
| ロマンチック                    | テレビ朝日系「朝いち!!やじうま」テーマソング                                               |
| 世界はいつも何処かが朝          | ヤマザキパン「超芳醇」CMソング                                                             |
| YOU ARE MY SUNSHINE             | キリンビール「やわらか」CMソング                                                           |
| Waltz For Debby                 | NISSAN「TEANA」CMソング                                                                    |
| How Beautiful                   | ユニクロ「メリノウール」CMソング                                                           |
| BIRTHDAY CAKE                   | ゆめタウン広島CMソング                                                                     |
| All You Need Is Love            | NTTドコモ「Answer『STYLE イルミネーション』篇」                                            |
| Gift 〜あなたはマドンナ〜       | 資生堂「ELIXIR SUPERIEUR」CMソング                                                         |
| Mr. Summertime                  | 日本テレビ系「PON!」テーマソング                                                           |
| イージュー★ライダー             | BS-TBS「美しい日本に出会う旅〜勘九郎 街道をゆく〜」オープニングテーマ                      |
| 読唇術                          | 聖徳大学CMソング                                                                           |
| Hello, my friend                | NTTドコモ「スマートフォン家族再生物語」ラジオCM楽曲                                        |
| セ・ラ・ヴィ 〜女は愛に忙しい〜 | LaLa TVドラマ「私たちがプロポーズされないのには、101の理由があってだな」オープニングテーマ |
| SHADOW MONSTER                  | BSスカパー! オリジナル連続アニメ『グラゼニ』エンディングテーマ                             |
| 君に、胸キュン。                | NHK「土曜スタジオパーク」テーマソング                                                      |

## 出演・著書

### CMソング
- コカ・コーラ「スムースウーロン・シノア」
- P&G「アリエールピュアクリーン」
- マクドナルド「えびフィレオ」
- パナソニック「3つのエコアイディア」
- 野村證券「外貨で資産運用」

### ナレーター
- ホンダ「ゼスト」
- キユーピー「キラキラ元気&」

### CM
- ユニクロ「メリノウール」
- ACジャパン（2011年） - ナレーション
  - 「東日本大震災支援 文字篇」
  - 「今、わたしにできること。」（女性バージョン）

### テレビ
- Speak in Music（2007年〜2009年、BSフジ）

### テレビドラマ
- ある日、下北沢で（2024年3月17日〈予定〉、TOKYO MX）[17]

### ラジオ
- TOKI CHIC RADIO（トキシックラジオ）（2009年〜、JFN）
- ディア・フレンズ (2015年7月27日[18]〜9月30日[19] JFN) 産休の坂本美雨の代理として[20]
- 三井ホーム presents キュレーターズ〜マイスタイル×ユアスタイル〜 (2016年4月3日〜2018年3月25日、TOKYO-FM)
- アルコ&ピース D.C.GARAGE(2018年6月13日、TBSラジオ)[21]

### 著書
- 『愛のでたらめ』二見書房、2015年12月 ISBN 978-4576151502

### 寄稿
- 「名士随想　土岐一族と私」『月刊歴史研究』第641号、歴研、2016年5月、8-9頁。

## 歌詞提供作品
- itsco
  - 鏡の国の私
- 今井美樹
  - Misty
- 杏子
  - Endless Summer Rain
- 和沙
  - Summer Butterflies
- さかいゆう
  - 煙のLADY
- 坂本真綾
  - ひとくちいかが？
- Deep Sea Diving Club
  - Left Alone feat.土岐麻子（作詞作曲共作）
- 堂島孝平
  - Yellow Shadow
- 豊崎愛生
  - Cheers!
- 南波志帆
  - 乙女失格。
  - Bless You, Girls
  - たぶん、青春。
  - ごめんね、私。
  - カノープス
  - 2センチのテレビ塔
- Negicco
  - 矛盾、はじめました。
- 原田知世
  - ping-pong
- 日向ハル
  - 目隠し
- V6
  - PINEAPPLE
  - MAGIC CARPET RIDE
  - LADY, LADY, LADY
- 松下奈緒
  - 24/7
- 三宅健
  - SUNSHINE